# Conure mitrée
Psittacara mitratus
Espèce
Statut de conservation UICN

 LC  : Préoccupation mineure
Statut CITES
La Conure mitrée (Psittacara mitratus, anciennement Aratinga mitrata) est une espèce d'oiseaux néotropicaux appartenant à la famille des Psittacidae.

## Description
Cet oiseau mesure environ 38 cm de longueur pour une envergure de 64 cm et une masse de 205 g. Il présente un plumage essentiellement vert avec la face marquée de rouge chez l'adulte et seulement le front chez l'immature.

## Répartition
Cet oiseau peuple désormais la Floride.

## Systématique
Cette espèce fait partie du groupe des conures vertes à front rouge avec la Conure de Finsch, la Conure à tête rouge et la Conure de Wagler.
Suivant une étude phylogénique de Remsen et al. (2013), le genre Aratinga est entièrement redéfini pour être monophylétique. Le Congrès ornithologique international répercute ces changements dans sa classification de référence version 3.5 (2013), et la Conure mitrée est déplacée vers le genre Psittacara.